# 鳳山西駅
鳳山西駅（ほうざんにしえき）は台湾高雄市鳳山区にある高雄捷運橘線の駅。青年路一段と自由路の交差点に位置し、計画時の名称は自由市場駅であった。なお、2011年に当地に高雄市議会が移転してきたことから、LED車内案内表示装置では当駅を「鳳山西(市議會)（英文：Fongshan West-City Council）」と表示し、副駅名として（高雄市議會）が加えられた。駅番号はO11。

## 駅構造
- ホームドア付き島式ホーム1面の地下駅であり、2箇所の出入口がある。

### 駅階層
| 地面    | 出入口                       | 出入口                                     |
| 地下1階 | コンコース階                 | コンコース、案内所、自動券売機、自動改札口 |
| 地下1階 | コンコース階                 | トイレ（駅西側で改札の外、出口1近く）      |
| 地下2階 | 1番ホーム                    | ←■橘線 美麗島・哈瑪星方面（衛武營駅）      |
| 地下2階 | 島式ホーム、左側のドアが開く |                                            |
| 地下2階 | 2番ホーム                    | →■橘線 大寮方面（鳳山駅）                  |

### 駅出口
出口1は駅西側、出口2は駅東側にあり、出口2にはバリアフリーのエレベーターがある。
- 出口1：自由路
- 出口2：自由路、青年路一段

## 利用状況
| 年   | 年間      | 年間      | 年間      | 年間     | 1日平均 | 1日平均 |
| 年   | 乗車      | 下車      | 乗下車計  | 出典     | 乗車    | 乗下車  |
| ---- | --------- | --------- | --------- | -------- | ------- | ------- |
| 2008 | 180,951   | 174,425   | 355,376   | [ 注 1 ] | 1,774   | 3,484   |
| 2009 | 646,840   | 636,883   | 1,283,723 | [ * 2 ]  | 1,772   | 3,517   |
| 2010 | 820,158   | 806,881   | 1,627,039 | [ * 3 ]  | 2,247   | 4,458   |
| 2011 | 913,725   | 890,018   | 1,803,743 | [ * 4 ]  | 2,503   | 4,942   |
| 2012 | 1,027,605 | 988,654   | 2,016,259 | [ * 4 ]  | 2,808   | 5,509   |
| 2013 | 1,059,467 | 1,040,585 | 2,100,052 | [ * 4 ]  | 2,903   | 5,754   |
| 2014 | 1,092,472 | 1,058,756 | 2,151,228 | [ * 4 ]  | 2,993   | 5,894   |
| 2015 | 1,009,974 | 962,789   | 1,972,763 | [ * 4 ]  | 2,767   | 5,405   |
| 2016 | 1,019,441 | 969,209   | 1,988,650 | [ * 4 ]  | 2,785   | 5,433   |
| 2017 | 982,370   | 931,920   | 1,914,290 | [ * 4 ]  | 2,691   | 5,245   |
| 2018 | 994,141   | 959,584   | 1,953,725 | [ * 4 ]  | 2,724   | 5,353   |
| 2019 | 927,759   | 908,728   | 1,836,487 | [ * 4 ]  | 2,542   | 5,031   |
| 2020 | 732,622   | 716,362   | 1,448,984 | [ * 4 ]  | 2,002   | 3,959   |

- 統計に関する出典

註釈
1. ↑  9月14日開業後の運営日数は109日だが、統計は有料化開始の9月21日以降102日で算出している[* 1] ）

出典
1. ↑  （繁体字中国語）高雄捷運公司 (2009年1月10日). “高雄都會區大眾捷運系統各站旅運量統計表”.   高雄市政府交通局. p. 頁10. 2019年5月5日閲覧。
2. ↑  （繁体字中国語）“高雄都會區大眾捷運系統各站旅運量統計表 中華民國98年”.   高雄市政府捷運工程局. p. 13 (2009年1月10日). 2019年10月27日閲覧。
3. ↑  （繁体字中国語）“高雄都會區大眾捷運系統各站旅運量統計表 中華民國99年”.   高雄市政府捷運工程局. p. 13. 2019年10月27日閲覧。
4. ↑  （繁体字中国語）“高雄都會區大眾捷運系統各站旅運量-年 依 年, 捷運站別 與 入出站”.   高雄市政府交通局 (2021年3月12日). 2021年3月12日閲覧。 高雄市統計資訊服務網

## 歴史
- 2008年9月14日 - 開通[1]。
- 2008年9月21日 - 開通式典が行われた。

## 隣の駅
高雄捷運
■橘線
衛武営駅 - 鳳山西駅 - 鳳山駅